# 書堂
書堂，是高麗和朝鲜王朝地方上的私塾。

## 概要
書堂在朝鲜王朝提供初級教育，主要以中國初級儒家經典為教材，如千字文，童蒙先習，老師稱訓長，多是由科舉不第的兩班出任。
這些書堂可分為四種:
- 訓長自營書堂:由老師自行開辦和經營。
- 有志獨營書堂:由社區富裕的成員聘請訓長教學。
- 有志組合書堂:由社區富裕的成員共同營運。
- 村組合書堂:由全體村民一起營運。

這些書堂只是提供初級教肓，為將來進入鄉校和四學作準備。
直到20世紀初，這種學校仍作為地方上的小學。